# 지청천
지청천(池靑天, 1888년 양력 3월 7일~1957년 양력 1월 15일)은 일제 강점기 조선 시대의 군인이자 대한민국 임시 정부 시대의 항일 독립운동가였고, 대한민국의 정치인이다. 임정 예하 광복군 총사령관을 역임하였다.
대한민국의 독립 후 대한민국 제헌 국회의원과 초대 무임소 장관을 지냈고, 민주국민당 최고위원을 역임하였다. 본관은 충주(忠州), 호는 백산(白山), 본명은 지대형(池大亨), 일명 이청천(李靑天)이다.

## 생애

### 생애 초기

#### 출생과 가계 배경
지청천은 조선 한성부 진장방 삼청동계(지금의 대한민국 서울특별시 종로구 삼청동)의 30번지에서 아버지 지재선(池在善)과 어머니 경주 이씨의 막내아들로 태어났다. 본관은 충주(忠州)로, 아명(兒名)이 수봉(壽鳳)이었으며, 관명(冠名)을 석규(錫奎)라 하였다. 아버지인 지재선은 충주 지씨 시조 지경(池鏡)의 31대손이다. 고려의 문하찬성사를 역임한 지용기(池湧奇)의 후손이며, 조선 중기 이괄(李适)의 반란을 진압하고 병자호란 때에 신계(新溪)에서 청나라 군사들과 싸우다가 장렬하게 전사한 지계최(池繼催) 등의 무관(武官)을 배출한 집안이었다.
지청천이 출생할 무렵의 1880년대 후반은 서양 열강과 일본 제국주의의 침략이 노골화되어가는 가운데 나라의 운명이 바람 앞에 놓인 촛불과 같이 매우 위태로운 시기였다. 일본과 청조(淸朝), 미국, 영국, 러시아 등 세계 열강들의 군대가 수시로 조선 침략의 손길을 강화하고 있는 가운데, 1885년에는 영국의 불법적인 거문도 점령 사건이 발생하였다. 또한 국내적으로는 갑신정변의 주요세력으로 봉건사회를 해체하고 서양문물을 받아들여 개화를 이룩하자는 개화파와 외세의 침입을 절대적으로 물리치려는 반외세 세력 및 봉건 세력 사이의 대립 관계가 첨예화되는 시기이기도 하였다. 1882년에는 반외세 운동의 지도자였던 흥선대원군이 청나라 군사들에게 납치되어 청나라 허베이성 보정부(保定府)에 유폐되기도 하였다. 또한 사회적으로는 봉건 사회의 해체와 더불어 군대 내의 부패를 계기로 임오군란이 발생함으로써 국방력의 약화 현상이 노출된 시기이기도 하였다.

#### 유년기
5세 때 아버지가 장중풍(腸中風)으로 사망했으며, 그는 편모 슬하에서 성장하게 되었다. 지청천의 모친인 경주 이씨 부인은 지청천을 양육함에 있어서 외아들 만득자(晩得子)임에도 불구하고 절대로 익애(溺愛)하지 않고, 때로는 자모로 때로는 엄부의 역할을 겸하면서 가장이 없는 어려운 경제적 여건 속에서도 지(智),덕(德),체(體) 삼육(三育)에 고루 마음을 써서 교육하였다.

### 무관학교 입교
구한말 1906년 배재학당을 졸업하고 1908년 대한제국 육군무관학교에 입교했다. 당시 대한제국 육군무관학교는 1907년 여름에 군대해산으로 간신히 폐교를 면하고 축소된 형태로 존속했던 상태였다. 그래서 여기에 입교한다는것은 당시 굉장히 까다로워 유력한 사람의 보증이나 추천이 필요했었다. 지청천이 입교할 수 있었던데에는 그의 모친이 집안사람을 통해 엄 귀비에게 손을 쓴 결과 가까스로 입교할 수 있게 되었다. 그러나 이듬해 1909년 8월, 2학년때 통감부의 압력으로 군부가 폐지되면서 동시에 무관학교도 폐교처분을 받았다. 이 때 일본 측은 선심을 써서 재학 중인 1, 2학년 생도 50여 명을 일본의 동경육군중앙유년학교로 유학을 보내 위탁하기로 했다. 이에 따라 지청천은 동기생 및 후배들과 함께 일본 유학길에 오르게 된다. 이 때까지는 본명인 지대형을 사용했다. 유학 도중 한일합방이 되자, 일본 육군사관학교 보병과로 편입되었고, 1914년에 26기생으로 졸업하였다. 중위로 진급한 후 1919년에 만주로 망명하여 신흥무관학교 교성대장이 되어 독립군 간부양성에 진력하였다. 이때 망명하면서 일본군의 병서(일종의 전술교범)와 군용지도를 가지고 갔다고 한다. 그는 독립군에서 유일하게 정규 육군사관학교를 졸업한 사람이었고, 지청천의 가치는 독립군에게 아주 중요하였을 것이다.

### 장가 일화
그 후 지청천은 어머니의 명에 따라 파평 윤씨 집안의 여인 윤용자(尹容慈)와 혼인을 하였다. 신부(新婦)와 합환주(合歡酒)를 마신 지청천은 그날 밤에 아내와 합방(合房)을 하는 자리에서 이런 말을 하였다.
나는 어머니의 명에 따라 그대를 아내로 맞았지만 이미 세운 뜻이 있어 아내와 더불어 안락한 생활을 누릴 수 있는 몸이 아니오. 나는 이미 군인의 길로 들어서서 나라와 겨레를 위망에서 튼튼히 지키려고 결심하였은즉, 언제 죽을지도 모르는 몸이오. 그러니 내가 그대에게 바라는 바는 나와 뜻을 같이하겠다면 고생을 마다않고 늙으신 어머니를 나 대신 잘 모셔주며 만약에 혈육이 생긴다면 잘 교육시켜주는 일이오. 만일 이것이 나의 무리한 요구라고 생각한다면 나를 따라 시집오지 않아도 좋소. 당신의 생각은 어떻소? 뜻을 분명히 해 주시오.

아무리 구식 중매 결혼이라지만 꿈많은 18세 꽃다운 신부가 결혼 초야에 신랑으로부터 들어야 했던 말이기엔 미처 상상도 못하고 감당하기조차 어려운 발언이었다. 그러나 윤용자는 자신도 모르게 조용히 고개를 끄덕이는 수밖에 없었다.

### 이름 관련 일화
죽는 것은 두렵지 않으나 뜻한 바를 이루지 못하고 죽는 것은 너무 헛된 것이니 잡히지 않기 위해서라도 이름을 고쳐야겠다고 생각했다.
그리하여 기존의 석규(錫奎)라는 이름 대신 청천(靑天)이라는 신명(新名)을 짓고 성(姓)도 지씨(池氏)는 흔치 않아 남의 귀에 쉽게 들리므로, 모성(母姓)을 따라 이씨(李氏)로 고치기로 하였다. 김광서(金光瑞) 역시 이때부터 응천(應天)이라는 새로운 이름으로 개명하였다. 혹은 열차로 만주를 건너가다 조선총독부 경찰에게 걸렸을 때 얼떨결에 말한 것이 ‘이청천’이라는 이름이었다고도 한다.
후에 지청천의 딸이며 독립운동가인 지복영(池復榮)은 이렇게 회고했다.
장군이 1919년 신흥무관학교의 교관으로 있을 때의 일이다. 도열한 학생들을 일일이 점검하던 장군은 한 학생이 군복의 단추를 잠그지 않은 것을 발견하였다. 장군은 곧 그 이유를 물었다. 당황한 학생은 “단추를 잊어버렸습니다”고 대답했다. 군복을 살펴본 장군은 단추가 떨어져 없는 것을 발견하였다. 장군은 “잊은 것이 아니고 잃어버렸군”하며 그 학생을 호되게 질책했다.

“제군은 잊어버렸다와 잃어버렸다의 구분도 제대로 못하는가. 모름지기 조국의 독립을 위해 싸우는 군인은 생각이 바로 되어야 하고 바른 생각은 바른 언어에서 나온다. 조국의 말도 제대로 모르는 군인이 어떻게 조국을 찾겠는가.”

당장 학교를 자퇴하라고 명령하는 장군 앞에서 그 학생은 조국 독립을 위해 헌신할 기회를 달라고 여러차례 간청한 끝에 겨우 그 위기를 모면할 수 있었다.

### 독립운동

#### 독립군 활동
1920년 지청천은 상하이 임시정부에 있었고 곧 상해 대한민국 임시정부 산하의 만주군정부로 건너갔다가 초빙을 받고 서로군정서로 건너가 서로군정서 간부에 취임, 활동하였다. 그러나 청산리 대첩 이후 일본군의 한국인에 대한 대대적인 보복을 피하여 신흥무관학교를 폐교하고 병력을 간도로 이끌고 건너가, 서일, 홍범도, 김규식, 김좌진 등과 대한독립군단을 조직했다. 1921년 6월 자유시 참변 이후 이르쿠츠크로 이동했고, 그곳에서 오하묵 등과 고려혁명군(1921.8)을 결성했다. → 김규식, 이범석이 만든 길림성 소재의 고려혁명군(1923.5)과는 별개의 단체이다. 같은 해 10월 고려혁명군관학교 교장에 취임하였다. 1922년 4월경 군관학교 교육방침과 소련 당국의 규정이 대립되어 체포되었으나 7월 임시정부의 노력으로 석방되었다.
양기탁, 오동진 등과 정의부, 후에 새로이 통합된 혁신의회를 조직했으며, 김좌진이 저격당한 후인 1930년 7월에는 한국독립당 창당에 참여하고, 별도로 한국독립군을 만들어 독립군의 총사령관에 취임하였다.
만주에서 중국 호로군과 연합해 한중연합작전을 벌였으나(대전자령, 쌍성보전투), 1933년 5~6월경 중 지청천과 이범석은 100여 명의 장정들을 이끌고 중국 본토로 건너왔다. 1933년 후반 김구 세력과 합류하였으나 1934년 지청천은 탈당, 신한독립당을 창설하여 따로 나갔다.

맨 앞줄 좌로부터 (박찬익, 조완구, 김구, 이시영, 차이석
두 번째 줄 맨 왼쪽 성주식, 오른쪽 김붕준
맨 뒷줄 왼쪽부터 조성환, 조소앙, 이청천, 이범석, 이름 미상

1935년 김원봉·김규식의 민족혁명당에 참가하였다. 그러나 김원봉과 갈등하다가 김원봉이 좌익 경력자들에 대한 유화와 포용책을 펼치자 반발하여 1937년 4월에 탈당하고 조선혁명당을 창당하였다.

#### 광복군 활동

광복군 성립식

1940년에 중일 전쟁의 여파로 충칭(重慶)으로 옮긴 임시정부를 따라 충칭으로 이동, 그해 9월 광복군 성립전례식에 참석하고, 광복군 총사령관에 임명되어 항일전을 수행하였다. 이후 광복군을 인도에 파견하는 작전 제의에 승인하였다. 1942년 김원봉이 이끄는 조선의용대가 광복군 제1지대로 편입하고 김원봉은 광복군 부사령관 겸 제1지대장이 되었으나 독자적으로 활동했고, 광복군의 1,2,3지대 역시 각각 독자적으로 활동하면서 각자 자기 파벌의 세력확장에만 치중하였으므로 지청천은 명목상 사령관이었지만 이들을 통솔하기 어려웠다.
1944년 중국군에 있다가 광복군에 귀순한 장준하 등으로부터 김원봉이 간계를 써서 일본군 출신 한인들에게 대한민국 임시정부와 광복군에 대한 불신임을 조장한다는 보고를 받고 이후 직접 광복군을 사열하였다. 장준하는 그가 계략을 써서 일본군 출신 한인에게 대한민국임시정부와 광복군에 대한 불신임을 조장한다 하여 이소민 등에 대한 자료를 이청천에게 보고하였다.
광복군 일부의 횡포가 계속되자 김원봉은 이를 이용하려 했다. 임정과 광복군에 대한 불신작용을 일본군 출신 부대에 가했다. 45년 10월 7일 충칭의 광복군 사령관 이청천이 상하이로 왔는데 일본군 출신 부대는 사령관 이청천에 대한 사열을 거부하였다. 장준하 등은 그들 가운데 모 장교, 모 장교 등을 직접 찾아다니면서 이 문제에 대한 의논을 시작했다. 후일 장준하는 이를 두고 '의논을 시작했지만 실은 회유작전이었다.'고 하였다. 장준하 등은 김원봉의 계획을 이청천에게 보고하였다. 한편으로 일본군 출신 탈영자들에게도 알려주고 그 대리인노릇을 했던 책임자 황모와 이소민에 대한 자료를 주어 그들을 불신임시켰다. 설득은 주효했고 이청천이 직접 사열을 받게 되었다.
1945년 광복 후 이듬해인 1946년 4월 개인 자격으로 귀국, 광복군의 재건을 희망했으나 미군정의 반대로 성사되지 못하고 대동청년단을 창설하였다.

### 귀국 후의 활동

#### 광복 직후

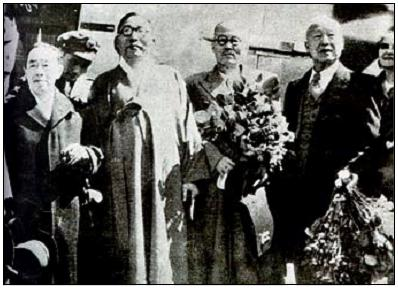
1947년 4월 22일 김포공항에서 지청천 장군의 귀국을 영접하는 김구, 김규식, 이승만, 프란체스카 도너

1946년 4월 22일 김포공항을 통해 귀국하였다. 그의 귀국에는 이승만, 김구, 김규식, 프란체스카 도너, 이범석 등이 친히 마중나왔다.
지청천이 귀국하자 이승만은 그에게 청년단체를 만들 것을 권고한다. 1946년 9월 지청천은 대동청년단에 26개 청년단체를 통합해 우익청년단체인 대동청년단을 확대개편하고 단장에 취임하였다. 이승만은 지청천이 귀국하자 그를 중심으로 한 대동청년단에 족청을 흡수시켰다. 이후 독립촉성국민회 최고위원, 한중협회 회장 등을 지냈다.
1948년 1월부터 정부수립론을 놓고 남북협상론과 단독정부 수립론이 나뉘게 되자 그는 단독 정부 수립론을 지지, 임시정부를 사퇴하고 독립촉성국민회에 입당하였다.
1948년 3월 좌우대립과정에서 미군정에 의해 포고령 위반으로 사형을 선고받은 김두한에 감형을 위해 이범석 등과 존 하지에게 진정을 하며 구명운동을 벌였다. 1948년 4월 김구·김규식의 남북협상에 참여하지 않고 신익희 등과 한국독립당을 탈당한다.
5월에는 5.10 제헌국회의원 선거에 서울 성동구에서 출마하여 당선되었고 6월 1일 헌법기초위원회 위원에 선임되었다. 6월 17일부터는 제헌국회 외교국방분과위원에도 선출되었다.

#### 정부 수립 이후
8월 15일 정부수립 후 초대 국무위원 겸 무임소 장관에 임명되었다. 그 뒤 1949년에는 신익희·임영신·윤치영 등과 함께 친이승만계 정당인 대한국민당을 창당하여 대한국민당 최고위원으로 활동했다가 탈당, 민주국민당으로 건너가 민국당 최고위원, 민주국민당 대표 최고위원 등을 지냈다. 1949년 12월 19일 대한청년단 결성 때 대한청년단 최고위원에 추대되었다.
1950년 제2대 국회의원에 민주국민당 소속으로 성동구 지역구에 출마하여 당선되었고 한국 전쟁 때는 서울을 떠나 부산으로 피신해 임시 국회의 외무국방위원회 위원장으로서 국민방위군 설치법, 해안경비법 등을 제정시키는데 기여했다.
1951년 5월 10일 이시영 부통령이 사표를 제출한것에 대해 존경과 안타까움을 나타냈으며 국가적 위기 상황에서 책임감의 중요성을 강조했다. 5월 16일의 제2대 부통령 선거에서 부통령 후보자로 출마하였지만 낙선했다. 1차 지명전에서 2표를 받고, 2차 지명전에서는 2표를 받았다.
1953년 6월 11일 대만과의 동맹을 주장하며 미국같은 강대국에 의존하는 대신 약소국끼리 연합해 공산주의를 저지하고 자주적 생존과 번영을 도모해야 한다고 했다.
이후 자유당에 입당하여 자유당 원내대표위원, 자유당 중앙당 중앙위원을 지냈다. 기타 사회 활동으로는 대한적십자사 중앙집행위원, 대한군인유가족협회 회장, 대한민국반공통일연맹 최고위원 등을 지냈다.

### 사후
1957년 1월 15일 오후 6시 30분, 서울 성동구 신당동 자택에서 급서하였다. 장례는 1월 21일 오전 10시부터 중앙청 야외음악당에서 거행되고 국립묘지에 안장되었다. 1962년 건국훈장 대통령장이 추서되었다.
1995년 지청천장군집터 표석이 설치되었다.
2018년 12월 10일 지청천 일기가 대한민국의 국가등록문화재 제737호로 지정되었다.

## 가족 관계
- 아버지 : 지재선(池在善, 1868~1892)
- 어머니 : 경주이씨(慶州李氏, 1868 - 1916)
  - 부인 : 윤용자 - 독립운동가
    - 장남 : 지달수(池達洙), 독립운동가·군인. 대한광복군 중령 전역
    - 장녀 : 지선학(池仙鶴)
    - 차녀 : 지복영(地福英 , 1920년 4월 11일 - 2007년 4월 18일)
      - 외손자 : 이준식(1956년 - , 대학교수 겸 정치인[12])

    - 차남 : 지정계, 독립운동가·군인. 대한민국 육군 소위 복무 중 전사
- 재종숙 : 지운영(서화가, 사진가)
- 재종숙 : 지석영[13], 의사

딸 지복영은 광복군에서 활동하던 항일운동가였고, 아들 지달수, 지정계 역시 항일운동가였다. 귀국 후 지청천은 두 아들 지달수와 지정계를 국방경비대에 입대시켰고, 이후 국방경비대가 국군으로 바뀌면서 군인으로 복무했다. 아들 지정계는 육군 소위로 1948년 여순 반란 사건 때 토벌대로 교전 중 전사했다.

## 학력
- 한성 배재학당 졸업
- 대한제국 육군무관학교 졸업
- 일본 도쿄 육군중앙유년학교 졸업
- 일본 육군사관학교 졸업
- 일본 육군보병학교 졸업
- 중화민국 국방대학교 행정학사

## 역대 선거 결과
|  | 75.22% |

|  | 28.35% |

## 지청천을 연기한 배우

### TV 드라마
- 제1공화국 - 한규희
- 오성장군 김홍일 - 권성덕
- 여명의 그날 - 오승룡

### 뮤지컬
- 신흥무관학교 - 성규
- 신흥무관학교 - 온유

## 같이 보기
| - 일본육군사관학교 - 고려혁명군 - 독립군 - 광복군 - 김좌진 - 김두한 - 이범석 - 이승만 - 김구 - 김규식 - 박정희 - 신성모 - 신익희 | - 대한민국 임시정부 - 대동청년단 - 대한국민당 - 민주국민당 - 자유당 - 윤치영 - 이기붕 - 장택상 - 지달수 - 지정계 - 지석영 - 독립유공자로 대통령장을 수여받은 사람 |

## 참조
- 한국사학회, 한국현대인물론 1,2(을유문화사, 1987)
- 《대한민국 의정총람》, 국회의원총람발간위원회, 1994년
- 윤명숙, 《대한영웅전 1》 (국가보훈처, 1995)
- 지청천 : 독립유공자 공훈록 - 국가보훈처
- 대한민국 국가보훈처, 이 달의 독립 운동가 상세자료 - 지청천, 2019년 9월
- 네이버 캐스트 : 오늘의 인물 - 지청천
- 지청천 - 대한민국헌정회